# Scrap Happy Daffy

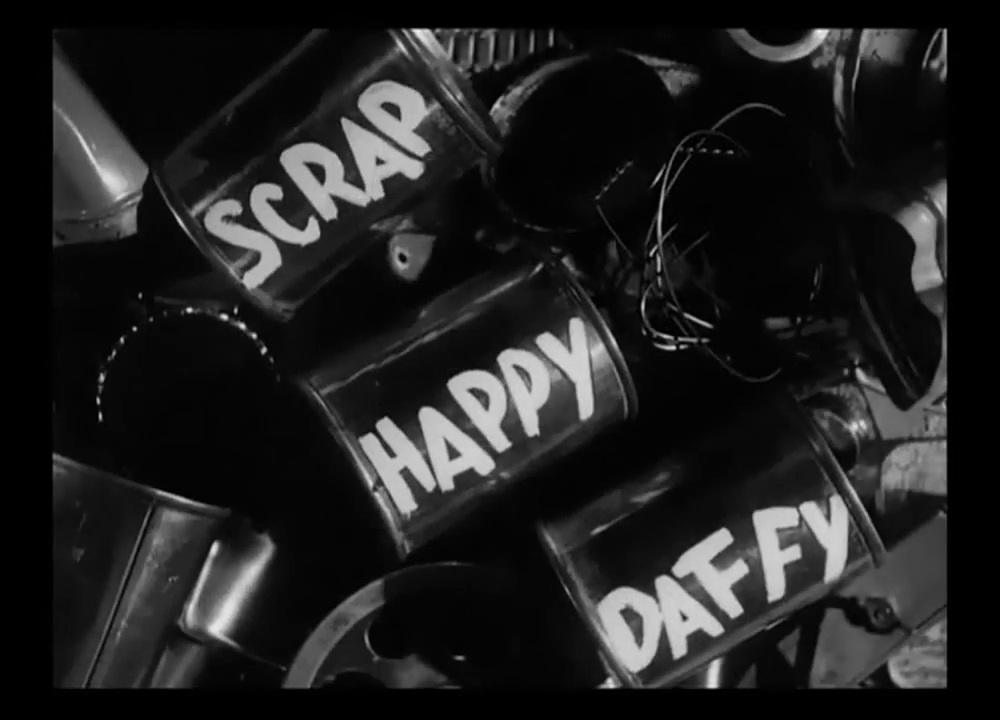
Photo du cartoon Scrap Happy Daffy

Scrap Happy Daffy est un cartoon réalisé par Frank Tashlin, sorti en 1943.
Il met en scène Daffy Duck et Adolf Hitler.